# Королівська змія Ґолбрука
Королівська змія Ґолбрука (Lampropeltis holbrooki) — неотруйна змія з роду Королівська змія родини вужеві.

## Опис
Загальна довжина досягає від 90—120 см. Забарвлення спини темно-коричневе або чорне з яскравими жовтими цятками на краю кожної лусочки. Такий строкатий малюнок зазвичай називають "сіль з перцем". У деяких особин жовті цятки зливаються у вузькі поперечні смужки. Черево світле, кремове, з великими поперечними темними плямами. У молодих особин чітко виражені поперечні смуги на спині та розмитий світлий візерунок з боків. Більшість темних лусок не має жовтих плям.

## Спосіб життя
Полюбляє вологі заплавні луки, болота, рівнинні та гірські ліси, прерії, зазвичай тримається поблизу водойм. Харчується ящірками, зміями, іноді гризунами.
Це яйцекладна змія. Самиця відкладає до 15—20 яєць.

## Розповсюдження
Мешкає від Іллінойсу і Айови, на південь до Техасу й на схід до Алабами (США).